# バルマズーイヴァーロシュ・シュポルトKFT
バルマズーイヴァーロシュFC（Balmazújvárosi FC）は、ハンガリーのハイドゥー・ビハール県バルマズーイヴァーロシュをホームタウンとするサッカークラブである。

## 歴史
最初のサッカークラブは1912年にバルマズーイヴァーロシSC (Balmazújvárosi Sport Club) として創設され、後にTSZ SE、BSCに改称された。
1996年にバルマズーイヴァーロシFC (Balmazújvárosi Football Club) が創設された。
クラブはバルマズーイヴァーロシュ市が100%所有するバルマズーイヴァーロシュ・シュポルトKFTとなり、シニアチームは2011-12シーズンにネムゼティ・バイノクシャーグII・東グループに参加した。2012年8月、バルマズーイヴァーロシュ市のカミッラ温泉 (Kamilla Gyógyfürdő) を宣伝するためにバルマズ・カミッラ・ジョージフュルデー (Balmaz Kamilla Gyógyfürdő) の名前が使用されることが発表された。
2016-17シーズンはNB II最終節でキシュヴァールダFCに勝利して2位になり、ネムゼティ・バイノクシャーグIに初昇格した。
2017-18シーズンはNB I最終第33節まで8位メゼーケヴェシュド、9位ハラダーシュ、10位バルマズーイヴァーロシュ、11位ヴァシャシュ、12位ディオーシュジュールの5チームが降格争いをする混戦になったが、フェレンツヴァーロシュと引き分けたバルマズーイヴァーロシュは11位に順位を落として降格した。